# Góbio-espadachim
O góbio-espadachim (Stonogobiops yasha), é uma espécie de góbio nativo do oeste do oceano Pacífico, possui uma coloração chamativa, o que o torna um peixe muito procurado por aquaristas, além de sua fácil manutenção. O góbio-espadachim vive associado ao fundo arenoso, onde se esconde em tocas, frequentemente são vistos cooperando com camarões da espécie Alpheus randalli. O nome "espadachim'' vêm de sua barbatana alongada que lembra uma catana, que é uma arma usada pelos antigos espadachins.
O góbio-espadachim é nativo do oeste do oceano Pacífico, sendo encontrado nas Ilhas Ryukyu e Okinawa, sul do Japão, para Palau até a Indonésia e Nova Caledônia.